# Niwa Nagashige
Niwa Nagashige est un nom japonais traditionnel ; le nom de famille (ou le nom d'école), Niwa, précède donc le prénom (ou le nom d'artiste).
Niwa Nagashige (丹羽 長重, 11 mai 1571-30 avril 1637) est un daimyo du début de l'époque d'Edo au service du clan Oda. Nagashige est le fils ainé de Niwa Nagahide et épouse une fille adoptée d'Oda Nobunaga. Il prend part à sa première campagne en 1583, aidant son père dans les combats contre Shibata Katsuie. Lors de la bataille de Nagakute, à l'âge de treize ans, Nagashige emmène une troupe du clan Niwa à la place de son père, malade.
En 1585, à la mort de Nagahide, Nagashige hérite des han de son père d'une valeur de 1 230 000 koku (couvrant les provinces d'Echizen, de Wakasa et des parties de la province de Kaga). Cette dispersion des domaines est supposée être une tentative de Toyotomi Hideyoshi visant à réduire la puissance du clan Niwa.
En 1600, à la bataille de Sekigahara, Nagashige fait partie des forces d'Ishida Mitsunari et combat contre Maeda Toshinaga de Kaga ; en conséquence, ses biens sont brièvement confisqués. Son statut de daimyo est rétabli en 1603 lorsque la famille Tokugawa lui accorde un revenu de 10 000 koku à Futsuto, dans la province de Hitachi. Au siège d'Osaka de 1614-1615, Nagashige combat du côté de Tokugawa Ieyasu. En récompense de son service à la bataille, son traitement est augmenté et son fief transféré au domaine d'Edosaki (20 000 koku). Nagashige est encore promu en 1622 avec une affectation au domaine de Tanagura et une augmentation d'allocations à 50 000 koku. Son ascension culmine en 1627 lorsqu'il se voit accorder le domaine de Shirakawa (d'une valeur de 100 700 koku) et bâtit le château de Shirakawa.
Son fils Mitsushige lui succède.

## Source de la traduction
- (en) Cet article est partiellement ou en totalité issu de l’article de Wikipédia en anglais intitulé « Niwa Nagashige » (voir la liste des auteurs).